# 겐나 지진
겐나 지진(일본어: 元和地震 겐나지신[*])은 1615년 6월 26일(게이초 20년 6월 1일) 일본 간토 지방에서 일어난 지진이다. 규모는 대략 M6.3 전후로 추정된다.
이 지진으로 오다와라에 피해가 있었으며 에도성의 돌담 일부가 무너졌다. 다만 당시에는 도쿠카와 정권이 안정되었던 시기가 아니였기 때문에 피해에 대한 자료가 거의 없다.

## 각지의 진도
아래는 사료를 통해 추정한 각지에서 느낀 진도이다.
| 진도 | 추정 지점              |
| ---- | ---------------------- |
| 6    | 사가미 (현 가나가와현) |
| 5    | 에도 (현 도쿄도)       |

## 같이 보기
- 미나미칸토 직하지진